# 退屈の花
『退屈の花』（たいくつのはな）は、GRAPEVINEの1枚目のアルバムである。1998年5月20日にポニーキャニオンより発売された。

## 解説
- バンド初のフルアルバム。アナログ盤も同時発売された。
- 初回限定プレス盤(CD)は、ホログラムジャケット仕様になっている。
- 一部楽曲の編曲にホッピー神山が参加している。
- 後に『From a smalltown』の発売日である2007年3月7日に低価格・限定盤として再発された。

## 収録曲
1. 鳥
作詞/作曲：田中和将
2. 君を待つ間
作詞：田中和将/作曲：亀井亨
2ndシングル。
『Best of GRAPEVINE 1997-2012』ファン投票8位（中間結果14位）。
3. 永遠の隙間
作詞：田中和将/作曲：西原誠
4. 遠くの君へ
作詞：田中和将/作曲：西川弘剛
『Best of GRAPEVINE 1997-2012』ファン投票14位（中間結果12位）。
5. 6/8
作詞：田中和将/作曲：西原誠
インディーズ時代から存在していた楽曲。タイトルからも分かるように、楽曲は8分の6拍子である。
6. カーブ
作詞：田中和将/作曲：西原誠
7. 涙と身体
作詞：田中和将/作曲：亀井亨
8. そら
作詞：田中和将/作曲：西原誠
1stシングル。
9. 1＆MORE
作詞：田中和将/作曲：田中和将・西川弘剛
矢野顕子の「ひとつだけ」に影響されて書いた曲であり、本人に許可を得たうえでメロディーの一部を引用している。作曲は田中と西川が共同で行っており、バンド名義を除けばメンバー同士の共作はこの楽曲のみである。
10. 愁眠
作詞/作曲：田中和将
11. 熱の花
作詞：田中和将/作曲：亀井亨
シークレットトラック。
「愁眠」が終わってから数十秒後に曲が始まる。曲自体は未完状態で収録されており、楽曲の完全版はライブで演奏されていた。

- 編曲：GRAPEVINE、ホッピー神山(#3､5､10)

## 追加演奏
- ホッピー神山：Strings Arrangement, Digital President, Slide Geisha, Gram Pot (#3.5.10)
- 斎藤ネコカルテット：Strings (#3)